# Ciencia cognitiva de la religión
Ciencia cognitiva de la religión es el estudio del pensamiento y comportamiento religioso desde la perspectiva de las ciencias cognitivas y ciencias evolutivas. Como campo de estudio, emplea métodos y teorías de un amplio rango de disciplinas, como la psicología cognitiva, la psicología evolutiva, la antropología cognitiva, la inteligencia artificial, la neurociencia cognitiva, la neurobiología, la zoología y la etología. Los estudiosos de este campo pretenden explicar cómo la mente humana adquiere, genera y transmite el pensamiento, las prácticas y esquemas religiosos por medio de las capacidades cognitivas ordinarias.

## Historia
Aunque  la religión ha sido objeto de estudios científicos desde al menos el final del siglo XIX (ciencias de la religión), su estudio como un fenómeno cognitivo es más reciente, pues anteriormente los enfoques más importantes habían sido los de la antropología de la religión y  la sociología de la religión. La ciencia cognitiva de la religión considera el resultado de los trabajos anteriores en el contexto de las teorías evolutiva y cognitiva. Así, solo fue posible a partir de la llamada "revolución cognitiva" de los años 1950s, y el desarrollo, a partir de los años 1970s, de la sociobiología y otras aproximaciones al comportamiento humano en términos evolucionistas, especialmente la psicología evolutiva.
Aunque Dan Sperber presentó su pionero Rethinking Symbolism en 1975, los primeros trabajos propiamente incluidos en la disciplina se publicaron en los años1980s. Entre ellos estaba el de Stewart E. Guthrie, que examinaba la importancia del antropomorfismo en la religión, y que posteriormente llevó al desarrollo de un concepto de la disciplina: "dispositivo hiperactivo de detección de agencia" (hyperactive agency detection device).
El comienzo real de la ciencia cognitiva de la religión se demoró hasta los años 1990s, década en que aparecieron un gran número de libros y artículos muy importantes, gracias al trabajo de las fundaciones dedicadas a la ciencia cognitiva de la religión, como Rethinking Religion: Connecting Cognition and Culture y Bringing Ritual to Mind: Psychological Foundations of Cultural Forms, de E. Thomas Lawson y Robert McCauley, Naturalness of Religious Ideas de Pascal Boyer, Inside the Cult y Arguments and Icons. Harvey Whitehouse y Guthrie desarrollaron en ensayos extensos, como Faces in the Clouds, sus teorías presentadas anteriormente. En los años 1990s, estos y otros investigadores, que habían trabajado independientemente en distintas disciplinas, descubrieron mutuamente sus trabajos y encontraron valiosos paralelismos entre sus aproximaciones, resultando en algo parecido a una tradición de investigación (self-aware research tradition). Para el año 2000, el campo de estudio había quedado bien definido por Justin L. Barrett, que acuñó la expresión cognitive science of religion en su artículo.
En el siglo XXI, la ciencia cognitiva de la religión se ha desarrollado de forma similara a otras aproximaciones evolucionistas a fenómenos sociológicos, con la incorporación de más investigadores con desarrollos teóricos y empíricos procedentes de distintas tradiciones de investigación. El campo queda así poco cohesionado, excepto por la consideración del objeto de estudio (la religión) en términos cognitivos y evolutivos, así como por la relación con instituciones como la International Association for the Cognitive Science of Religion (IACSR), fundada en 2006.

## Conceptos principales

### Subproducto cognitivo
Las creencias y prácticas religiosas podrían entenderse como no funcionales, pero al ser producidas por mecanismos cognitivos humanos son funcionales fuera del contexto de la religión. Ejemplos de tal cosa son la explicación del budismo y el taoísmo o del proceso de iniciación por el hyperactive agent detection device y los conceptos mínimamanete contraintuitivos (minimally counterintuitive concepts).
La explicación de la religión como un subproducto cognitivo  es una aplicación de los conceptos biológicos de enjuta (spandrel) y exaptación, desarrollados por Stephen Jay Gould entre otros.

### Conceptos mínimamamente contraintuitivos
Conceptos que encajan en preconceptos humanos pero los desafían de alguna manera. Tales conceptos son fáciles de recordar (gracias a los elementos  contraintuitivos) y fáciles  de usar (gracias al gran acuerdo con lo  que la gente espera). Ejemplos de  ello son los árboles parlantes y los agentes no corpóreos. Pascal Boyer argumenta que muchas entidades religiosas encajan en esta categoría. Upal constata el hecho de que las ideas mínimamente contraintuitivas se recuerdan mejor que las intuitivas y las máximamente contraintuitivas: el denominado efecto de la mínima contraintuitividad (the minimal counterintuitiveness effect o MCI-effect).

### Hyperactive agency detection device
Mecanismos mentales postulados cuya función es identificar la  actividad de agentes. Dado el coste relativo de fallar en marcar un agente, el mecanismo se dice que es hiperactivo, produciendo un gran número de errores de falso positivo (type I and type II errors). Stewart E. Guthrie y otros han propuesto que tales errores pueden explicar  la aparición de conceptos sobrenaturales.

### Adaptación prosocial
Según la concepción de la religión como  una adaptación prosocial, las creencias y prácticas religiosas deberían entenderse por su función de eliciting el comportamiento adaptativo prosocial y evitar el llamado "problema del jinete solitario" (free rider problem). Dentro de la ciencia cognitiva de la religión, esta aproximación es la que sigue Richard Sosis. En cambio, el trabajo de David Sloan Wilson, que interpreta la religión como una adaptación de nivel-grupo (group-level adaptation), generalmente se considera como algo que cae fuera de la ciencia cognitiva de la religión.

### Señalización costosa
Las prácticas religiosas, debido a su coste inherente, pueden proporcionar lo que en teoría de señales se denomina "señal honesta" (honest signal) en cuanto a las intenciones del agente. Richard Sosis ha sugerido que las prácticas religiosas pueden explicarse como "señales costosas" (costly signals) o "señalización costosa" (costly signaling) de la disposición a cooperar. Una similar línea de argumentación siguen Lyle Steadman y Craig Palmer. Alternativamente, D. Jason Slone ha argumentado que la religiosidad puede ser una "señal costosa" usada como estrategia de apareamiento (mating strategy) en tanto cuanto sirve como un proxy para los "valores familiares" (family values).

### Herencia dual
En el contexto de la ciencia cogniriva de la religión, la teoría de la herencia dual (dual inheritance) puede entenderse como un intento de combinar el subproducto cognitivo y la adaptación prosocial usanto la aproximación teórica desarrollada por Robert Boyd y Peter Richerson, entre otros. Su punto básico es que mientras la creencia en entidades sobrenaturales en uns subproducto cognitivo, las  tradiciones culturales han reclutado tales creencias para motivar el comportamiento prosocial. Un desarrollo sofisticado de esta aproximación puede encontrarse en el artículo de Scott Atran y Joseph Henrich.